# Königslachs
Der Königslachs oder Quinnat (Oncorhynchus tshawytscha) kommt vor allem in den Gewässern Russlands, Japans und Nordamerikas vor.

## Aussehen
Vor der Laichwanderung ist der Rücken noch graugrün und der silberne Bauch ist mit schwarzen Flecken bedeckt. Während der Laichwanderung verändert er sein Aussehen. Der Rücken und die Seiten werden etwas bläulich und der  Bauch bekommt rote Tupfen. Ältere männliche Fische können auch ganz rot werden. Männliche Königslachse können bis zu 150 cm lang und 36 kg schwer und Weibchen 120 cm lang und 20 kg schwer werden.

## Verhalten
Die Geschlechtsreife tritt bei diesen Tieren normalerweise zwischen 4 und 6 Jahren ein. Bei Geschlechtsreife wandern die Königslachse von ihren Jagdgebieten vor der Meeresküste in ihre Heimatfließgewässer auf, wo sie schließlich laichen.
Bei ihren Laichwanderungen können diese Fische über 40 km am Tag zurücklegen und 3,60 m hohe Wasserfälle überwinden.
In den Flüssen legen sie Strecken bis zu 4000 km zu ihren Laichplätzen zurück. Die jungen Fische bleiben zwischen 1 und 3 Jahren im Süßwasser, bevor sie zu den Flussmündungen schwimmen.
Die Orientierungssicherheit bei weiten Wanderungen zwischen Geburtsgewässer und offenem Meer wird bei Königslachs, Rotlachs und Ketalachs auf deren Magnetsinn zurückgeführt.

## Nahrung
Jungfische fressen erst Insektenlarven und Kleinkrebse, später auch kleine Fische wie Elritzen, Groppen und Schmerlen. Erwachsene Fische hingegen ernähren sich von Krebstieren und Fischen wie Sprotten, Makrelen und Heringen.

## Königslachs und Mensch
Durch menschlichen Einfluss kommen Königslachse auch in Lebensräumen vor, die sich vom natürlichen Verbreitungsgebiet stark unterscheiden. So wurde diese Fischart seit 1967 im Bereich der Großen Seen und ihrer Zuflüsse – also in einer kompletten Süßwasser-Umgebung – angesiedelt, wo sich der Bestand seitdem gut etabliert und an die Gegebenheiten angepasst hat.
Bei den Eskimos hat der Königslachs eine besondere kulturelle und religiöse Bedeutung. Er ist Nahrungsmittel und Teil der jahreszeitlichen Rituale. Unter dem Einfluss der globalen Erwärmung nehmen die Bestände in Alaska seit etwa der Jahrtausendwende massiv ab. Im Delta des Yukon River wurde 2012 ein Fangverbot als Mittel des Artenschutzes verhängt. Einheimische Eskimos hielten sich aus kulturellen Gründen nicht daran und wurden im Sommer 2013 zu absichtlich sehr geringen Strafen verurteilt. Sie haben gegen das Urteil Berufung eingelegt und hoffen, dass das Alaska Supreme Court wie in mindestens einem früheren Fall die kulturelle Subsistenz-Jagd und -Fischerei als Religionsausübung nach dem 1. Zusatzartikel zur Verfassung der Vereinigten Staaten als geschützt ansieht.